# 山下耕作
山下 耕作（やました こうさく、1930年〈昭和5年〉1月10日 - 1998年〈平成10年〉12月6日）は、日本の映画監督。時代劇・任侠映画を中心に、テレビ時代劇も演出してきた。愛称は同姓の軍人・山下奉文にちなんで「将軍」。両者に縁戚関係はない。長男は映画監督の山下耕一郎、次男はテレビドラマの監督でテレビ映画制作会社「京都組」代表取締役の山下智彦。

## 略歴
鹿児島県阿久根市出身。鹿児島県出水高等学校・京都大学法学部卒業。京都大学卒業後、東映の入社試験を受け成績トップ。しかし当時の東映に入社する社員は何らかの縁故がなければ入れず、しかも山下は全学連くずれであることから東映の重役連中は不採用にしようとした。ところが当時の東映京都撮影所製作部長だった岡田茂が「ああいうのこそ根性があるから、映画をやらさないといかん。縁故だの全学連だのそういうことは関係ない」と重役連中を説き伏せ、マキノ光雄の「岡田、お前が選んだ奴を入れろ」と言う賛同もあり、山下は1952年5月15日に東映に入社できた。月給9千円。同期に工藤栄一。山下は初め映画監督になる気は全くなく、人事部、厚生部など労務関係の部署をまわっていたが、1955年、都度都度喧嘩ばかりするのを見た岡田から助監督に廻される。
内出好吉・内田吐夢・吉村公三郎・佐々木康・河野寿一・沢島忠・今井正らの助監督を経て、1961年 『若殿千両肌』で監督デビュー。
1963年 長谷川伸の戯曲『関の弥太っぺ』を映画化。その演出において表現された優しさと情感は、主演・中村錦之助の演技と共に絶賛された。任侠映画全盛期には数多くの作品を演出したが、1968年に監督した傑作『博奕打ち 総長賭博』（脚本・笠原和夫、主演・鶴田浩二）において悲劇美を極めた重厚な演出を示し、三島由紀夫に賞賛された。これは「仁侠映画」が芸術性を獲得した嚆矢となった。
1974年、神風特別攻撃隊を提案した大西瀧治郎中将を描いた『あゝ決戦航空隊』を監督。1976年には時代劇・仁侠映画をメインに活動している中で、脱獄を請け負うブラックビジネスを描いた千葉真一主演の異色作品『脱走遊戯』を演出した。
1998年12月6日午前3時1分に多臓器不全のため京都市の病院で死去。68歳没。

## 作風
「花」は山下演出の特徴である。山下作品の「花」には、登場人物の万感の思いがこめられている。『関の彌太ッぺ』ではやくざの彌太郎と旅籠の娘・お小夜が槿の花を挟んで会話する。「やくざ」と「堅気」が一つになることが許されない世間の厳しさの中で、槿の花は2人の心がしっかりと交流していることを見守るように咲いている。『緋牡丹博徒』では牡丹の花が白から赤に変わることで、ヒロインが堅気からやくざに転換する心情を鮮やかに示した。
1970年代後半から客足が遠のき始めた仁侠映画について、多くの作品でコンビを組んだ笠原和夫が史劇など他ジャンルに進出したのに対し「自分はあくまで仁侠映画にこだわる」と語った。両者は互いの能力を高く評価しあっていたため、痛恨の決別となった。笠原は、自作脚本『あゝ決戦航空隊』を任侠映画に固執するセンスで演出されることを危惧して大島渚への監督交代を会社に要求。却下されたものの、親友を裏切ったという引け目をかかえることになったため二度と山下と組むことはなくなったと記している。

## 作品

### 映画
- 若殿千両肌（1961年）
- 新黄金孔雀城 七人の騎士 三部作（1961年）
- 関の彌太ッぺ（1963年）
- 江戸犯罪帳 黒い爪（1963年）
- 大喧嘩（1964年）
- 花と龍（1965年）
- 隠密侍危機一髪（1965年）
- 続 花と龍 洞海湾の決斗（1965年）
- 兄弟仁義（1965年）
- 大陸流れ者（1966年）
- 続 兄弟仁義（1966年）
- 兄弟仁義 関東三兄弟（1966年）
- 一心太助 江戸っ子祭り（1967年）
- 兄弟仁義 続 関東三兄弟（1967年）
- 男涙の破門状（1967年）
- 兄弟仁義 関東命知らず（1967年）
- 博奕打ち 総長賭博（1968年）
- 男の勝負 関東嵐（1967年）
- 男の勝負 白虎の鉄（1968年）
- 極道（1968年）
- 前科者（1968年）
- 帰って来た極道（1968年）
- 緋牡丹博徒（1968年）
- 大奥絵巻（1968年）
- 待っていた極道（1969年）
- 戦後最大の賭場（1969年）
- おんな刺客卍（1969年）
- 日本女侠伝 侠客芸者（1969年）
- 緋牡丹博徒 鉄火場列伝（1969年）
- 昭和残侠伝 人斬り唐獅子（1969年）
- 極道釜ヶ崎に帰る（1970年）
- 博奕打ち 流れ者（1970年）
- 日本女侠伝 鉄火芸者（1970年）
- 極道凶状旅（1970年）
- 日本侠客伝 昇り龍（1970年）
- 博奕打ち いのち札（1971年）
- 日本女侠伝 血斗乱れ花（1971年）
- 女渡世人 おたの申します（1971年）
- 任侠列伝 男（1971年）
- ゾロ目の三兄弟（1972年）
- 男の代紋（1972年）
- 博奕打ち 外伝（1972年）
- 日陰者（1972年）
- まむしの兄弟 刑務所暮らし四年半（1973年）
- 釜ヶ崎極道（1973年）
- 山口組三代目（1973年）
- 海軍横須賀刑務所（1973年）
- 山口組外伝 九州進攻作戦（1974年）
- あゝ決戦航空隊（1974年）
- 極道VS不良番長（1974年）
- 日本任侠伝 激突編（1975年）
- 日本暴力列島 京阪神殺しの軍団（1975年）
- 強盗放火殺人囚（1975年）
- 脱走遊戯（1976年）
- 愉快な極道（1976年）
- 夜明けの旗 松本治一郎伝（1976年）
- ピラニア軍団 ダボシャツの天（1977年）
- 徳川一族の崩壊（1980年）
- 戒厳令の夜（1980年）
- 修羅の群れ（1984年）
- 最後の博徒（1985年）
- 夜汽車（1985年）
- 竜馬を斬った男（1987年）
- アナザー・ウェイ ―D機関情報―（1988年）
- 極道の妻たち 最後の戦い（1990年）
- 新極道の妻たち 覚悟しいや（1993年）
- はるか 素顔の19歳（1995年）
- 泣いて笑って ポコアポコ（1996年）
- だんじり囃子（1997年）
- わかりあえる季節（1997年）

### テレビドラマ
- 徳川おんな絵巻（1970年 - 1971年、関西テレビ）
- 江戸巷談・花の日本橋（1971年 - 1972年、関西テレビ）
- 長谷川伸シリーズ（1972年 - 1973年、NET）
  - 沓掛時次郎 前編・後編
  - 蝙蝠安
  - 瞼の母
- 唖侍 鬼一法眼（1973年 - 1974年、日本テレビ）
- 次郎長三国志（1974年、NET）
- 賞金稼ぎ（1975年、NET）
- 桃太郎侍（1976年 - 1981年、日本テレビ）※第33話（1977年5月22日放送）より参加
- 駆けろ!八百八町（1977年、NET）
- 人形佐七捕物帳（1977年、テレビ朝日）
- 半七捕物帳（1979年、テレビ朝日）
- 必殺仕事人（1979年 - 1981年、朝日放送）※第8話のみ,唯一の必殺シリーズ演出作品
- 悪党狩り（1980年 - 1981年、東京12チャンネル）
- 闇を斬れ（1981年、関西テレビ）
- 時代劇スペシャル（1981年 - 1984年、フジテレビ）
- 遠山の金さん（高橋英樹主演版）（1982年 - 1985年、テレビ朝日）
- 眠狂四郎無頼控（片岡孝夫主演版）（1983年、テレビ東京）
- 長七郎江戸日記（1983年 - 1991年、日本テレビ）※第2シリーズ（1988年 - 1989年）より参加
- 遠山の金さんII（1985年 - 1986年、テレビ朝日）
- 傑作時代劇（1987年、テレビ朝日）
- 花の生涯 井伊大老と桜田門（1988年、テレビ東京）
- 京都サスペンス「マルゴォの杯」（1988年、関西テレビ）
- 重役室午前0時（1989年、TBS）
- 現代神秘サスペンス「三階の魔女」（1989年、関西テレビ）
- 八百八町夢日記（1989年 - 1992年、日本テレビ）
- 樅の木は残った（1990年、日本テレビ）
- あばれ八州御用旅（1990年 - 1994年、テレビ東京）※第2シリーズ（1991年）より参加
- 大暴れ!一心太助（1990年、日本テレビ）
- 勝海舟（1990年、日本テレビ）
- 現代推理サスペンス「たそがれ色の微笑」（1991年、関西テレビ）
- 不思議サスペンス「幻を呼ぶ蛍姫・ひと夏の恋」（1991年、関西テレビ）
- 源義経（1991年、日本テレビ年末時代劇スペシャル）
- 社長が震えた日（1992年、TBS）
- 不思議サスペンス「西陣の蝶」（1992年、関西テレビ）
- ねずみ小僧次郎吉（1992年、TBS）

## 著書
- 山下耕作・円尾敏郎『将軍と呼ばれた男 映画監督 山下耕作』ワイズ出版、1999年。ISBN 4-89830-002-2。